# Diecezja Morombe
Diecezja Morombe – diecezja rzymskokatolicka na Madagaskarze, powstała w 1960. Obecnym ordynariuszem jest madagaskarski duchowny Jean Désiré Razafinirina

## Biskupi diecezjalni
- bp Joseph Zimmermann MSF (1960–1988)
- bp Alwin Albert Hafner MSF (1989–2000)
- bp Zygmunt Robaszkiewicz MSF (2001–2022)
- bp Jean Désiré Razafinirina (2024 – nadal)